# Julija Ratkewitsch

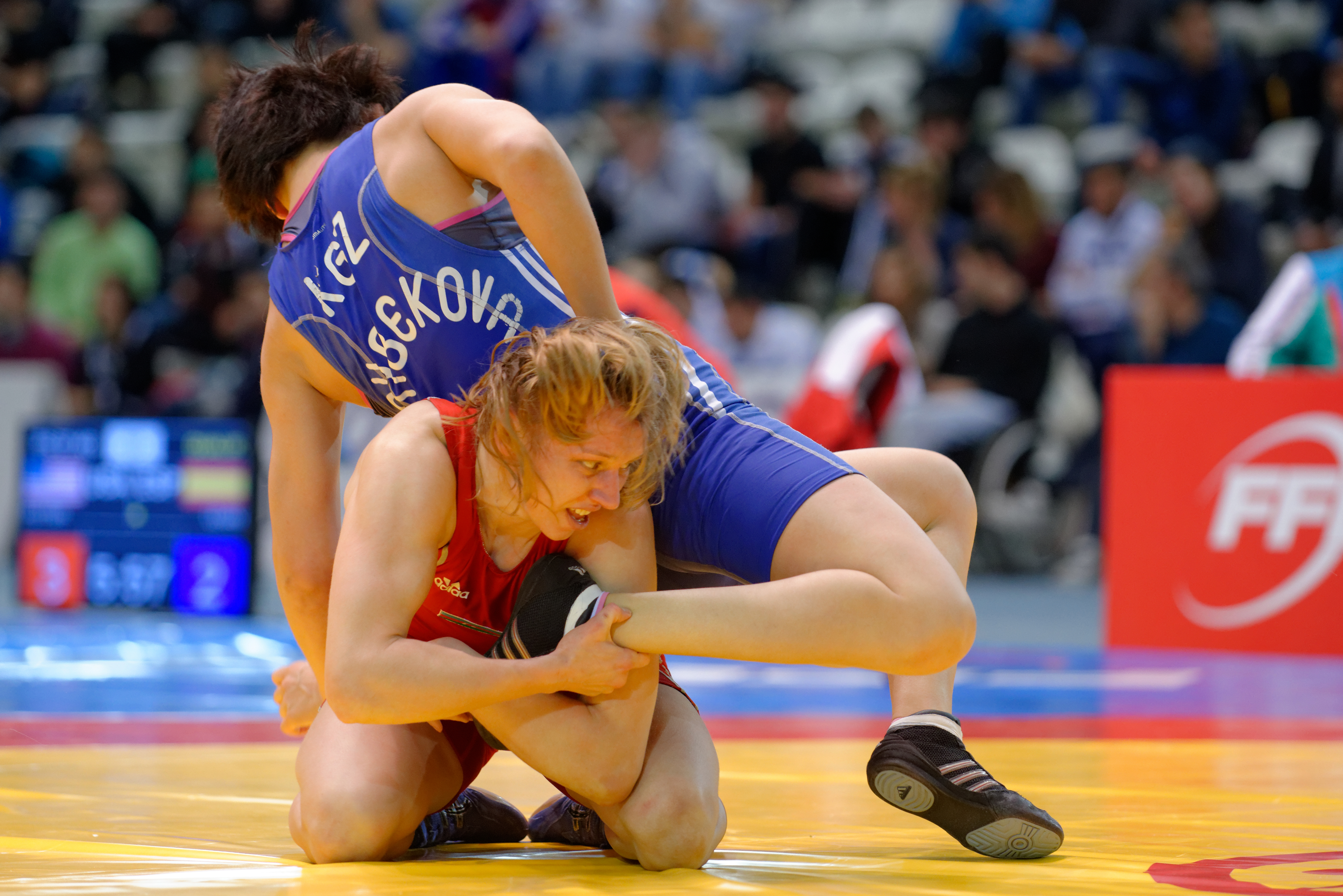
Julija Ratkewitsch (rot)

Julija Ratkewitsch (belarussisch Юлія Раткевіч, aserbaidschanisch Yuliya Ratkeviç; * 16. Juli 1985 in Minsk, Weißrussische SSR, Sowjetunion) ist eine belarussische bzw. aserbaidschanische Ringerin. Sie wurde 2009 Weltmeisterin und 2005 Europameisterin in den Gewichtsklasse bis 59 kg bzw. 55 kg Körpergewicht.

## Werdegang
Julija Ratkewitsch begann im Jahre 1999 in Belarus mit dem Ringen. Seit dem Jahre 2000 wurde sie dort von Wassili Kreso und später auch von Michail Schabetow trainiert. Bei internationalen Meisterschaften trat sie in den Jahren 2002 bis 2007 für Belarus an. 2009 wechselte sie nach Aserbaidschan. Dort wurde sie Mitglied von Dinamo Baku. Ihre dortigen Trainer waren bzw. sind Oktey Husseinow und Sultan Alikisowitsch. Sie startete ihre Karriere in der Gewichtsklasse bis 59 kg Körpergewicht. Da diese Gewichtsklasse aber nicht olympisch ist, trainiert sie seit 2010 in die olympische Gewichtsklasse bis 55 kg ab. Als Beruf gibt sie Ringerin an.
Ihren ersten Start bei einer internationalen Meisterschaft absolvierte Julija Ratkewitsch bei der Junioren-Europameisterschaft 2002 (Altersgruppe Kadetten) in Albena/Bulgarien. Sie belegte dort in der Gewichtsklasse bis 60 kg Körpergewicht den 9. Platz. Bei der Junioren-Europameisterschaft 2003 in Istanbul kam sie in der Gewichtsklasse bis 59 kg auf den 5. Platz. Danach gewann sie bei Juniorenmeisterschaften dreimal die Silbermedaille. 2004 bei der Junioren-Europameisterschaft in Sofia hinter Emilia Drzewinska aus Polen, 2005 bei der Junioren-Weltmeisterschaft in Vilnius hinter Kei Yamana aus Japan und ebenfalls 2005 bei der Junioren-Europameisterschaft in Breslau hinter Natalja Sinischin aus der Ukraine. Sie startete dabei jeweils in der Gewichtsklasse bis 59 kg. Im Jahre 2005 gewann sie auch schon eine Medaille bei der Europameisterschaft der Damen. In Warna besiegte sie dabei Evangelia Chryssi aus Griechenland, unterlag gegen Audrey Prieto aus Frankreich und besiegte im Kampf um eine Bronzemedaille Desislawa Ljubenowa aus Bulgarien. Bei der Weltmeisterschaft 2005 in Budapest kam sie nicht in die Medaillenränge und landete nach Niederlagen gegen Ayako Shōda aus Japan und Alka Tomar aus Indien auf dem 7. Platz.
Den letzten Einsatz für Belarus hatte Julija Ratkewitsch bei der Weltmeisterschaft 2007 in Baku. Nach zwei gewonnenen Kämpfen verlor sie dort im Viertelfinale gegen Olga Smirnowa aus Kasachstan. Da diese das Finale nicht erreichte, schied sie aus und kam nur auf den 8. Platz.
Nach ihrem Wechsel nach Aserbaidschan sorgte sie bei ihrem ersten Start für dieses Land, der Weltmeisterschaft 2009 in Herning/Dänemark gleich für einen Paukenschlag. Sie wurde in Herning in der Gewichtsklasse bis 59 kg Weltmeisterin. In den entscheidenden Kämpfen besiegte sie dabei Marianna Sastin aus Ungarn und Agata Pietrzyk aus Polen. 2010 testete Julija Ratkewitsch, ob sie das Abtrainieren in die Gewichtsklasse bis 55 kg verkraften wird. Da die Gewichtsklasse bis 59 kg nicht olympisch war, musste sie im Hinblick auf einen künftigen Start bei Olympischen Spielen in diese Gewichtsklasse wechseln. Bei der Weltmeisterschaft dieses Jahres in Moskau kam sie damit gut zurecht und kam zu Siegen gegen Sian Law aus Neuseeland, Ajym Äbdildina aus Kasachstan und Anna Gomis aus Frankreich. Im Endkampf verlor sie gegen Saori Yoshida aus Japan, die in diesen Jahren vielleicht beste Ringerin der Welt. Sie wurde damit Vize-Weltmeisterin.
2011 startete sie bei der Europameisterschaft in Dortmund aber wieder in der Gewichtsklasse bis 59 kg und holte sich dort mit vier Siegen erstmals den Europameistertitel. im Endkampf besiegte sie dabei Georgiana Narcisa Paic aus Rumänien. Bei der Weltmeisterschaft in Istanbul trat sie dann wieder in der Gewichtsklasse bis 55 kg an. Sie besiegte dort u. a. die starke Anastasija Grigorjeva aus Lettland, verlor aber im Viertelfinale gegen Tonya Verbeek aus Kanada und in der Trostrunde auch gegen Maria Gurowa aus Russland, womit sie nur auf den 7. Platz kam und die Qualifikation für die Olympischen Spiele 2012 in London verpasste.
Im Jahre 2012 kam sie bei der Europameisterschaft in Belgrad in der Gewichtsklasse bis 55 kg nur auf den 14. Platz. Im April 2012 schaffte sie aber beim Olympia-Qualifikations-Turnier in Sofia den Turniersieg vor Maria Prevolaraki, Griechenland, Ludmila Cristea aus Moldawien und Anna Gomis und erwarb damit die Startberechtigung in London. Im olympischen Turnier siegte sie zunächst über Maria Prevolaraki, unterlag dann aber der Ausnahmeringerin Saori Yoshida, Japan und sicherte sich schließlich mit Siegen über Kelsey Campbell, Vereinigte Staaten und Walerija Scholobowa, Russland eine olympische Bronzemedaille in der Gewichtsklasse bis 55 kg Körpergewicht. Im September 2012 ging sie auch noch bei der Weltmeisterschaft in Strathcoon County/Kanada an den Start, allerdings wieder in der Gewichtsklasse bis 59 kg. Sie siegte dort über Elif Yale Yesilirmak, Türkei, verlor aber dann gegen Olga Butkewitsch, Großbritannien und erreichte nur den 7. Platz.
Bei der Weltmeisterschaft 2013 in Budapest war sie wieder erfolgreicher. Sie besiegte in der Gewichtsklasse bis 59 kg Geeta Geeta, Indien, Pham Thi Loan, Vietnam und Joice de Souza, Brasilien, unterlag gegen Taybe Yusein aus Bulgarien und besiegte im Kampf um eine WM-Bronzemedaille Tatjana Lawrentschuk aus der Ukraine.

## Internationale Erfolge
| Jahr | Platz  | Wettbewerb                             | Gewichtsklasse | Ergebnisse |
| 2002 | 9.     | Junioren-EM (Cadets) in Albena         | bis 60 kg      | Siegerin: Helena Allandi, Schweden vor Olga Butkewitsch, Ukraine |
| 2003 | 5.     | Junioren-WM in Istanbul                | bis 59 kg      | nach Siegen über Sekhawat Manju, Indien und Swetanka Aleksowa, Bulgarien und einer Niederlage gegen Maria Smoljankowa, Russland                                                 |
| 2004 | 6.     | EM 2004 in Haparanda                   | bis 59 kg      | Siegerin: Helena Allandi vor Sabrina Esposito, Italien und Ljubow Michailowna Wolossowa, Russland                                                                               |
| 2004 | 2.     | Junioren-EM in Sofia                   | bis 63 kg      | hinter Emilia Drzewinska, Polen, vor Maria Müller, Deutschland und Mihaela Panait, Rumänien                                                                                     |
| 2005 | 3.     | EM in Warna                            | bis 59 kg      | nach einem Sieg über Evangelia Chryssi, Griechenland, einer Niederlage gegen Audrey Prieto, Frankreich und einem Sieg über Desislawa Ljubenowa, Bulgarien                       |
| 2005 | 2.     | Junioren-WM in Vilnius                 | bis 59 kg      | nach Siegen über Birgit Maria Stern, Österreich, Suekoiyla Shelly, USA u. Larissa Kanajewa, Russland und einer Niederlage gegen Kei Yamana, Japan                               |
| 2005 | 2.     | Junioren-EM in Breslau                 | bis 59 kg      | hinter Natalja Smirnowa, Ukraine, vor Larissa Kanajewa und Anna Swirydowskaja, Polen                                                                                            |
| 2005 | 7.     | WM in Budapest                         | bis 59 kg      | nach einem Sieg über Samio Bejaoui, Tunesien, einer Niederlage gegen Ayako Shōda, Japan und einer Niederlage gegen Alka Tomar, Indien                                           |
| 2007 | 8.     | WM in Baku                             | bis 59 kg      | nach Siegen über Dinara Mirzajewa, Usbekistan und Nadine Tokar, Schweiz und einer Niederlage gegen Olga Smirnowa, Kasachstan                                                    |
| 2009 | 2.     | Golden-Grand-Prix in Baku              | bis 55 kg      | hinter Chikako Matsukawa, Japan, vor Sona Ahmadli, Aserbaidschan und Ana Maria Pavăl, Rumänien                                                                                  |
| 2009 | 1.     | WM in Herning/Dänemark                 | bis 59 kg      | nach Siegen über Joece Souza da Silva, Brasilien, Deanna Rix, USA, Marianna Sastin, Ungarn und Agata Pietrzyk, Polen                                                            |
| 2010 | 6.     | Welt-Cup in Nanjing                    | bis 55 kg      | Siegerin: Chikako Matsukawa vor Tatjana Padilla, USA |
| 2010 | 5.     | Golden-Grand-Prix in Baku              | bis 55 kg      | hinter Natalja Sinischin, Ukraine, Ajym Äbdildina, Kasachstan, Chikako Matsukawa und Jekaterina Sergejewna Krasnowa, Russland                                                   |
| 2010 | 2.     | WM in Moskau                           | bis 55 kg      | nach Siegen über Sian Law, Neuseeland, Ajym Äbdildina und Anna Gomis, Frankreich und einer Niederlage gegen Saori Yoshida, Japan                                                |
| 2011 | 3.     | "Yasar-Dogu"-Memorial in Istanbul      | bis 59 kg      | hinter Anastasija Grigorjeva, Lettland und Hatun Mucu, Türkei |
| 2011 | 1.     | Golden-Grand-Prix in Klippan           | bis 59 kg      | vor Gariella Sleisz, Ungarn, Jenna Burkert, USA und Anastasija Grigorjeva |
| 2011 | 1.     | EM in Dortmund                         | bis 59 kg      | nach Siegen über Simone Corbari, Italien, Gariella Sleisz, Olga Butkewitsch, Großbritannien und Georgiana Narcisa Paic, Rumänien                                                |
| 2011 | 3.     | Golden-Grand-Prix in Baku              | bis 55 kg      | hinter Ida-Theres Nerell, Schweden und Kanako Murata, Japan |
| 2011 | 7.     | WM in Istanbul                         | bis 55 kg      | nach Siegen über Salamat Kuchimowa, Usbekistan und Anastasija Grigorjeva und Niederlagen gegen Tonya Verbeek, Kanada und Maria Gurowa, Russland                                 |
| 2011 | 3.     | FILA-Test-Tournament in London         | bis 55 kg      | hinter Sofia Mattsson, Schweden und Olga Butkewitsch, gemeinsam mit Um Ji-eum, Südkorea                                                                                         |
| 2012 | 7.     | Intern. Ukrainian Tournament in Kiew   | bis 59 kg      | Siegerin: Jekaterina Melnikowa, Russland vor Jalia Malik, Ukraine |
| 2012 | 14.    | EM in Belgrad                          | bis 55 kg      | Siegerin: Natalja Sinischin vor Sofia Mattsson und Maria Gurowa |
| 2012 | 1.     | Olympia-Qualif.-Turnier in Sofia       | bis 55 kg      | vor Maria Prevolaraki, Griechenland, Ludmila Cristea, Moldawien und Anna Gomis                                                                                                  |
| 2012 | 1.     | Grand-Prix von Deutschland in Dormagen | bis 59 kg      | vor Nadeschda Michalkowa, Belarus, Natalja Maslopuskaya, Belarus und Agnieszka Krol, Polen                                                                                      |
| 2012 | Bronze | OS in London                           | bis 55 kg      | nach einem Sieg über Maria Prevolaraki, einer Niederlage gegen Saori Yoshida und Siegen über Kelsey Campbell, USA und Walerija Scholobowa, Russland                             |
| 2012 | 7.     | WM in Strathcoona County/Kanada        | bis 59 kg      | nach einem Sieg über Elif Yale Yesilirmak, Türkei und einer Niederlage gegen Olga Butkewitsch, Großbritannien                                                                   |
| 2013 | 1.     | "Alexander-Medwed"-Preis in Minsk      | bis 59 kg      | vor Irina Netreba, Aserbaidschan, Nilufer Gadajewa, Usbekistan und Tatjana Lawrentschuk, Ukraine                                                                                |
| 2013 | 1.     | Austrian-Lady-Open in Götzis           | bis 59 kg      | vor Michelle Fazzari, Kanada, Irina Netrebo und Petra Olli, Finnland |
| 2013 | 1.     | Universiade in Kasan                   | bis 59 kg      | vor Allison Ragan, USA, Emese Barka aus Ungarn und Aissuluu Tynybekowa |
| 2013 | 3.     | "Wacław-Ziółkowski"-Memorial in Spała  | bis 59 kg      | hinter Marianna Sastin, Ungarn und Taybe Yusein, Bulgarien |
| 2013 | 3.     | WM in Budapest                         | bis 59 kg      | nach Siegen über Geeta Kumari, Indien, Pham Thi Loan, Vietnam und Joice Souza da Silva, Brasilien, einer Niederlage gegen Taybe Yusein und einem Sieg über Tatjana Lawrentschuk |
| 2013 | 1.     | Golden-Grand-Prix in Baku              | bis 59 kg      | vor Tungalagiin Mönchtujaa, Mongolei, Kazuki Sakagami, Japan und Anna Wassilenko, Ukraine                                                                                       |

Erläuterungen
- alle Wettbewerbe im freien Stil
- OS = Olympische Spiele, WM = Weltmeisterschaft, EM = Europameisterschaft